# Balmoral (Spa)
Pour les articles homonymes, voir Balmoral.
Balmoral est un hameau des communes belges de Spa et Jalhay, dans la province de Liège, en Région wallonne, environné de forêts de hêtres et de chênes et du lac de Warfaaz. Séjour du haut commandement allemand et du Kaiser Guillaume II, et du Premier ministre britannique David Lloyd-George, lors des Conférences de Spa (1918-1920).
Avant la fusion des communes de 1977, Balmoral faisait partie des communes de Spa et de Sart-lez-Spa.

## Situation
Ce hameau se situe dans un environnement boisé (partie orientale du bois de Staneux) au nord de la ville et de la commune de Spa dont le centre se trouve à environ 2,5 km. Il est situé sur une crête dominant le lac de Warfaaz et la vallée du Wayai situés plus au sud sous un versant très abrupt. Balmoral est traversé par la route nationale 629 qui relie Spa à Jalhay.

## Description
Balmoral est connu pour compter plusieurs importants hôtels de haut standing. Les autres habitations sont souvent des villas construites dans les sous-bois de l'avenue Léopold II et aux alentours. L'environnement exceptionnel formé de bois de hauts feuillus (hêtres, chênes) invite à la promenade et à la randonnée.
Au nord du hameau, se trouve le Royal Golf Club des Fagnes.

## Histoire
Dès juin 1909, un plan de développement du nord de Spa est mis en place par la société « Spa-Extension ». Josse Gihoul et Joseph Hans signent une convention avec l’Etat belge qui leur accorde sous forme d’un bail emphytéotique deux ensembles de terrains situés à Balmoral. L’objectif de ce plan de redéveloppement était de compenser la diminution de la fréquentation touristique à Spa après la fermeture des Jeux en 1902. Le projet qui a été réalisé prévoit la construction de villas, d’hôtels (l’hôtel Balmoral et l’hôtel du Golf) et d’un hippodrome .
À la suite du développement des installations hôtelières de Balmoral, le promoteur Gihoul lance la construction d'une ligne de tram, inaugurée le 3 août 1909, pour relier le centre de Spa au complexe touristique à Balmoral où ont été construits un hôtel, un golf, un hippodrome et plusieurs villas.
Le tram était aussi un moyen d’accès à des promenades vers la rivière Hoëgne et les Fagnes. Cette ligne est ensuite développée vers Tiège, Heusy et jusqu’à Verviers, mais supprimée en 1952.
Quatre abris permettaient aux promeneurs d’attendre le tram en étant assis et à l’abri des intempéries. Ce sont en fait de charmants pavillons, à l’architecture très 1900, conçues par un architecte connu : Georges Hobé (1854 - 1936), admirateur des cottages du sud de l’Angleterre, dont la qualité urbanistique est intégrée au paysage. 
Après la suppression de la ligne de tram, les aubettes se délabrent: peintures écaillées, bois pourri, toit en ardoises défoncé, et doivent être restaurées. Avec l’aide de la Société régionale wallonne du transport (SRWT), de l'ASBL Qualité-Village-Wallonie, du Petit Patrimoine populaire wallon, de la Ville de Spa, des équipes du Bataillon 12e de ligne Prince Léopold - 13e de ligne, d’artisans spadois, et d’associations, trois aubettes sont remarquablement restaurées à l’identique. La dernière aubette restaurée est un bâtiment en dur dans lequel se trouvait aussi un point de vente de journaux. Sur une des pierres se trouve la signature de l’architecte Georges Hobé .
La ligne de tram et ses aubettes sont présentées lors des Journées du Patrimoine des 10 et 11 septembre 2022 .

## 1918 - Le Kaiser Guillaume II installe son haut commandement.
Lors de la Première guerre mondiale, Spa héberge déjà malades et convalescents de l’armée du Kaiser Guillaume II. L’arrivée du G.Q.G. allemand qui prépare l’offensive du printemps 1918, est précédée d’un va-et-vient incessant. Durant un mois, l'organisation logistique de trains entiers et de lourds camions amène tout le mobilier et le matériel d'état-major, ainsi que des ouvriers spécialisés chargés des travaux. Au départ du Grand Hôtel Britannique, nouveau siège du haut commandement allemand à l’ouest (Oberste Heeresleitung), des centaines de fils télégraphiques sont tendus en ligne directe jusqu’à Berlin. De larges trouées sont pratiquées à travers bois, champs et prairies. Des phares sont installés sur les hauteurs de Creppe, à Balmoral, route du Tonnelet et sur la colline d’Annette et Lubin. Les hôtels, les villas, les propriétés privées et immeubles divers sont réquisitionnés, occupés et aménagés par des ouvriers venus du nord de la France et des grandes villes belges.
À partir du 3 mars 1918, les communes de Spa, Sart-lez-Spa, La Reid ainsi que la partie sud de Theux forment un rayon spécial appelé « Bezirk Spa » et des mesures sont mises en vigueur par la police de l'occupation allemande : Tous les habitants ayant 12 ans révolus doivent porter sur eux leur carte d’identité (en allemand : Personalausweis), estampillée : « Bezirk Spa ». Pour quitter le rayon ou pour y entrer, il faut être muni d’un passeport ou laissez-passer. La détention de pigeons voyageurs est interdite. Il est interdit aux habitants de faire de la photographie. La circulation du courrier et des télégrammes est fortement surveillée .

## Triste fin pour l'Hôtel du Golf
Perché sur les hauteurs de Spa, typique de l’architecture d’inspiration anglo-normande, le luxueux hôtel apportait du cachet à la cité thermale. Mais il est dans un piteux état, abandonné puis ravagé par un incendie criminel spectaculaire le 25 mars 2017 ,,.
Les propriétaires hollandais ont repris cet ancien hôtel remarquable il y a 17 ans, mais ils n'y ont rien fait. La ville a tenté de les obliger à agir en imposant une taxe sur bâtiment à l'abandon mais en vain : Le groupe doit toujours 126 000 euros à la ville de Spa qui va prendre hypothèque. Une demande a été introduite auprès du tribunal pour sauvegarder le site, voire y reconstruire le bâtiment à l'identique .
Le Service Public de Wallonie s’opposait à sa démolition mais les autorités communales invoquent "un problème de sécurité lié à la stabilité du bâtiment" et ont introduit un recours auprès de la Région Wallonne pour obtenir un permis de démolition. En janvier 2021, elles ont gain de cause et "afin de préserver notre patrimoine ... le collège communal prévoit des prescriptions urbanistiques importantes pour pouvoir reconstruire quelque chose à l’identique, en tout cas au niveau de la façade avant". La bourgmestre de Spa confirme que les propriétaires ont déjà pris contact avec un démolisseur. Dans le cas où le bâtiment ne serait pas rasé à temps, la ville de Spa prendra les devants et démolira aux frais de ces derniers." .
Le 9 mars 2021, le propriétaire du Golf Hôtel de Spa annonce sa destruction dans les deux mois .
Le 10 septembre 2021, ICOMOS Wallonie, le comité local de l’ICOMOS, Conseil international des monuments et des sites, qui se consacre à la protection du Patrimoine mondial de l’UNESCO , exhorte la ville à ne pas démolir l'hôtel : "ICOMOS plaide en faveur d’un réexamen fondamental du dossier du Golf Hôtel, édiﬁce centenaire inscrit à l’Inventaire du patrimoine immobilier culturel de Wallonie, avec une pastille soulignant sa valeur particulière. Logiquement, le bien se trouve dans le périmètre du classement UNESCO. Certes l’incendie a endommagé cet immeuble, mais sans pour autant irrémédiablement compromettre sa restauration. Nous estimons que sa démolition serait une perte signiﬁcative pour le patrimoine spadois en contradiction avec la reconnaissance internationale obtenue ainsi qu’un très dangereux signal pour l’avenir" . 
Le 15 novembre 2021, la ville annonce la démolition, aux frais de la commune. Le chantier qui dure en principe 80 jours, est coûteux (125.000 euros), et la ville compte bien récupérer la somme auprès du propriétaire et imposer de reconstruire le bâtiment à l'identique. Pour revoir ce superbe bâtiment, il faut désormais se plonger dans les photos d'archives .
Le 22 novembre 2021, la démolition du Golf Hôtel a finalement débuté ,. La ville enverra ensuite la note au propriétaire. Pour l’échevin du Patrimoine, le sujet est clos. Les amoureux du patrimoine et certains membres de l’opposition jugent tout de même que la ville n’a pas assez bataillé pour sa préservation (Video de Vedia, télévision locale de la région de Verviers) . 

## Patrimoine
- Château de Balmoral : Perché sur sa colline, avec une vue exceptionnelle, le château de Balmoral, fleuron architectural de la région spadoise, surplombe le lac de Warfaaz. Ce lieu de prestige est mis en location pour y séjourner ou y organiser des événements privés ou professionnels [18]. La construction débute en 1912 par l’architecte Charles Castermans et l’entrepreneur Viatour au sommet d’un terrain abrupt d’une dizaine d’hectares.  Le Général Erich Ludendorff, bras droit de von Hindenburg à l’état-major du Kaiser Guillaume II, y séjourne durant la Première Guerre Mondiale, avant 1917. En 1918, le domaine est occupé par le Comte Georg von Hertling, chancelier de l’Empire allemand depuis 1918 et ministre président de Prusse.  En 1920, lors de la conférence de Spa, le château est offert comme résidence à David Lloyd George, Premier Ministre de Sa Gracieuse Majesté, le roi George V [19].